# Христианство в Таиланде
Христианство в Таиланде. Христиане составляют значительное меньшинство населения Таиланда. По данным Всемирной книги фактов ЦРУ христиане составляют 0,7 % населения, то есть более 400 000 человек. В основном христианство исповедуют национальные меньшинства страны и европейцы, живущие в Таиланде.
Христианство в Таиланде стало распространяться с XVI-XVII веков европейскими миссионерами. В настоящее время христианские организации ведут в стране активную деятельность в области здравоохранения, образования, издания печатной продукции.

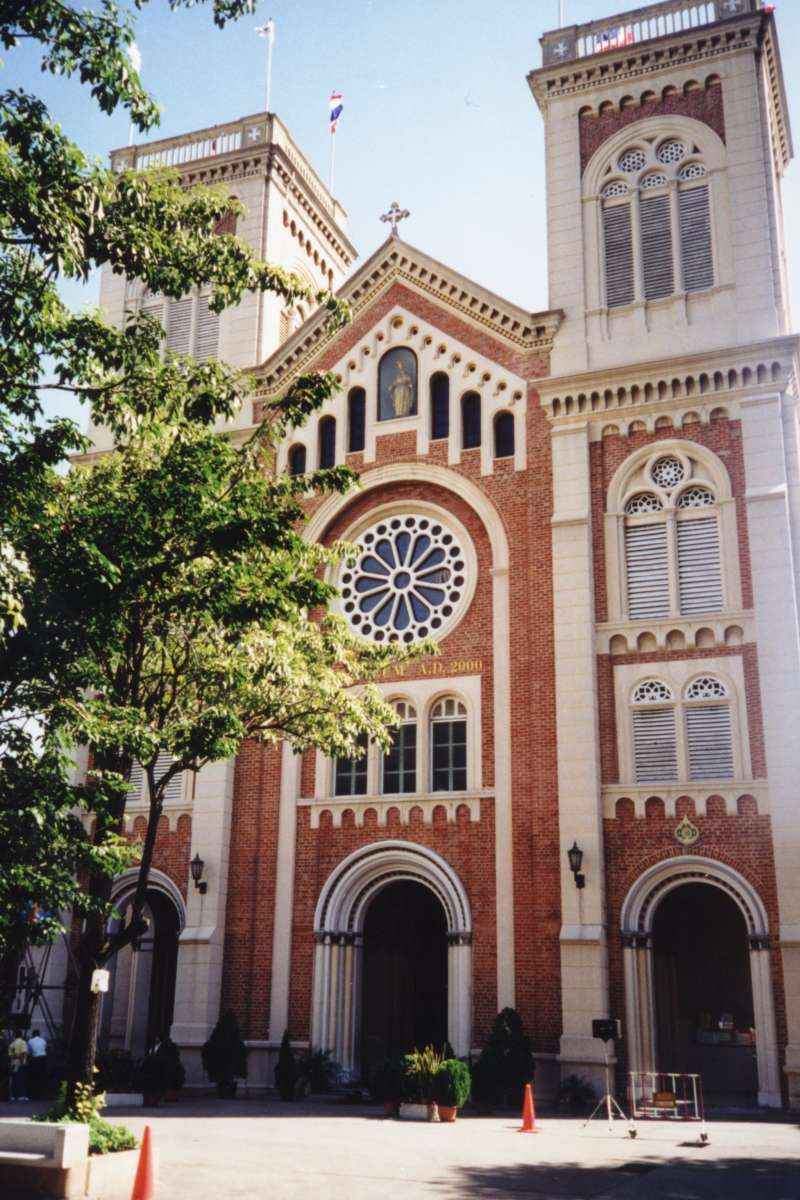
Католический кафедральный собор Успения Святой Девы Марии в Бангкоке

## Католицизм в Таиланде
Первыми католическими миссионерами в Сиаме были португальские доминиканцы Жеронимо да Круш и Себаштьяо да Канто, прибывшие в 1567 году и убитые двумя годами позже. Впоследствии миссию вели также представители францисканцев и иезуитов. На протяжении XVII, XVIII и XIX веков отношения между католическими миссионерами и властями Сиама колебались от прямых гонений на миссии до благожелательности.
В начале XX века в стране было около 23 тысяч католиков, 55 церквей. Католическая церковь вела социальную и образовательную деятельность. На протяжении XX века в Таиланд прибыло значительное количество представителей различных католических монашеских орденов.
22 октября 1989 года папа Иоанн Павел II беатифицировал Филиппа Сифонга Онфитака и его шестерых сподвижников, которые были убиты в 1940 году по обвинению в шпионаже. Эти мученики стали первыми блаженными тайской национальности.
В настоящее время католическая церковь в Таиланде объединена в две архиепархии-митрополии (Бангкок и Таре-Носенг). Суффраганными по отношению к ним являются ещё 8 епархий. Возглавляет церковь Таиланда кардинал М. М. Китбунчу. В стране ведёт деятельность ряд католических орденов и конгрегаций — салезианцы, сёстры Марии — Помощницы христиан, редемптористы, камиллианцы, братья христианских школ, иезуиты, францисканцы, паулины и ряд других. Общее число католиков в Таиланде по данным на 2005 год — около 300 000 человек.

## Православие в Таиланде
Православие в Таиланде представлено практически исключительно приходами Русской православной церкви. В столице страны существует православный приход св. Николая, образованный в 1999 году. Приходской храм св. Николая построен в 2005 году. Кроме того наличествует ещё две небольшие общины на острове Пхукет и в городе Паттайя. Прихожанами церкви св. Николая в Бангкоке являются русские, румынские, греческие православные, проживающие в Бангкоке, и небольшое число местных жителей . Попытки создать в Бангкоке православную общину предпринимались и Константинопольским патриархатом, но создать постоянный приход пока не удалось.

## Протестантизм в Таиланде

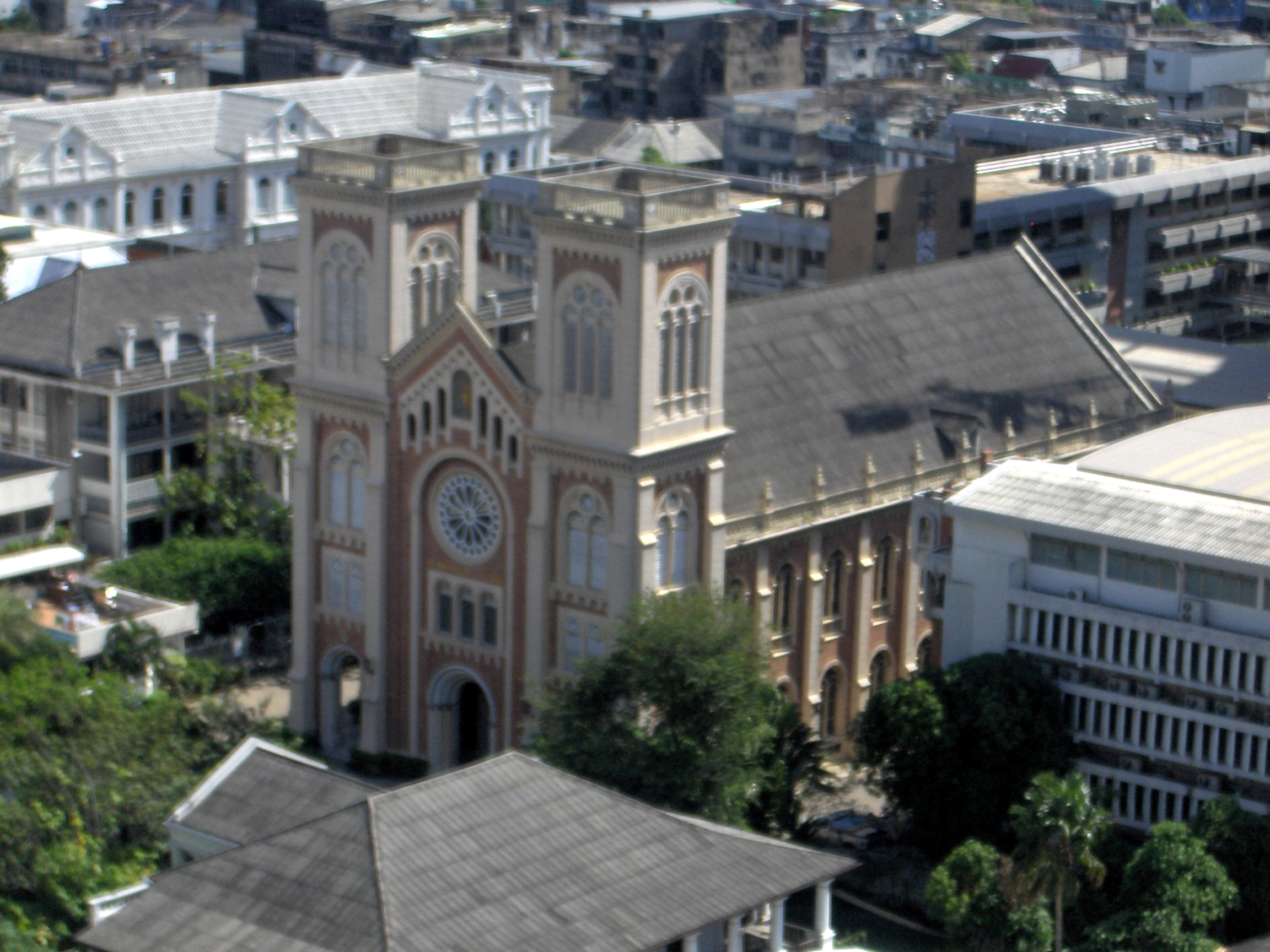
Вид на католический собор с воздуха

Крупнейшей протестантской деноминацией в Таиланде является Тайская церковь Христа, образованная в середине 30-х годов XX века. Общая численность прихожан этой церкви около 60 000 человек. Также в стране представлены и другие протестантские течения — баптисты, адвентисты, лютеране, методисты, пятидесятники и англикане.
Протестанты в Таиланде принимают активное участие в работе Тайского Библейского общества. Первые фрагменты Священного писания на тайском языке были опубликованы в 1834 году, а полный вариант Нового Завета — в 1883 году. В 2005 году Тайское Библейское общество распространило в стране более 40 тысяч экземпляров Библии